# Acrosynanthus
Mazaea es un género con siete especies de plantas fanerógamas perteneciente a la familia de las rubiáceas.
Es nativa del  Caribe.

## Especies
- Acrosynanthus jamaicensis Howard & Proctor
- Acrosynanthus latifolius Standl.
- Acrosynanthus minor Urb.
- Acrosynanthus ovatus Urb.
- Acrosynanthus parvifolius Britton ex Standl.
- Acrosynanthus revolutus Urb.
- Acrosynanthus trachyphyllus Standl.